# Obvodni netopir
Obvodni netopir (znanstveno ime Myotis daubentonii) je srednje velika vrsta netopirjev, ki je razširjena v Evropi in Aziji. Znanstveno ime nosi po francoskem naravoslovcu Louisu-Jean-Marie Daubentonu.

## Opis
Odrasli obvodni netopirji zrastejo med 45 in 55 mm v dolžino, imajo razpon prhuti med 240 in 275 mm in tehtajo med 7 in 15 g. Hrbet je rjavo sive barve, po trebuhu je kožuh srebrno siv. Mladi netopirji so običajno temnejših odtenkov. Opna na prhutih je temno rjave barve, obraz in smrček je rožnat. Obvodni netopir lahko živi do 22 let, razširjen pa je v obvodnih gozdovih, po čemer je dobil slovensko ime. Hibernira od septembra do sredine marca ali začetka aprila. Pari se jeseni, mladiči pa se skotijo spomladi. Samice se takrat združijo v kolonije med 40 in 80 osebkov in skupaj vzgajajo mladiče, ki se osamosvojijo po 6 do 8 tednih.

## Eholociranje
Obvodni netopir lovi žuželke s pomočjo eholociranja na frekvencah med 32 in 85 kHz z dolžino pulza 3,3 ms. Običajno lovi leteče žuželke nad vodno gladino.